# Matti Aura
Matti Aura (Vörå,  6 de dezembro de 1885 – local da morte desconhecido, 19 de novembro de 1975) foi um advogado, filósofo e político independente finlandês, que ocupou o cargo de ministro do Interior por duas vezes.
Aura se graduou em filosofia e direito, obtendo o título de varatuomari em 1914. Apesar de não ser um político partidário, foi ministro do Interior nos governos de Antti Tulenheimo e Juho Sunila. Em 1931, tornou-se membro do conselho fiscal do Supremo Tribunal Administrativo.